# Patricia Lúcar
Patricia Susana Lúcar Livora, conocida popularmente como Patricia Lúcar (Lima, 13 de mayo de 1978), es una productora ejecutiva, conductora de televisión, locutora de radio y actriz peruana. Es la cofundadora del canal de televisión musical Top Latino TV en 2016, el cual  produce y conduce. Sus comienzos en el mundo del espectáculo se remontan al comenzar la conducción del programa Top Latino Radio.

## Biografía
Hija de Magno Lúcar y Susana Livora, sintió desde joven el interés por el baile y las artes en general. En 1995, se mudó a Huacho con sus abuelos maternos, donde comenzó su carrera en la radio. A su regreso a la capital, en 1997, conoció a Daniel Bartra, quien más adelante se convertiría en su esposo, con quien inició la creación de un ranking musical que reunía las canciones más escuchadas en América Latina. Además, recibió formación actoral de la mano de Bruno Odar, en 2007, y Alberto Ísola, en 2008. También ha protagonizado dos obras de teatro junto a pares como Claudia Del Águila, Muki Sabogal, Lilian Nieto, Pilar Núñez y Jesús Neyra, entre otros.

## Carrera

### Radio
En enero de 1996, durante una visita a Huacho, provincia de Lima, Patricia Lúcar fue contratada por, la ya desaparecida, MB Radio, donde se le asignaron dos programas, uno matutino y otro por la noche. Más adelante, Lúcar fue contratada por Radio Saturno, donde condujo Ciudad Paraíso, un programa de dos horas cuyo concepto había sido ideado y producido por ella misma. En 1997, de regreso en Lima, conoció a Daniel Bartra, quien la seleccionó como nueva locutora y productora general. Juntos desarrollaron un proyecto para crear un ranking musical internacional que presentara lo más escuchado en América Latina. No obstante, dicha iniciativa no se convertiría hasta 2004 con la creación de Top Latino.
En los siguientes años, Patricia Lúcar produjo distintos proyectos radiales. Entre ellos se encuentra Cibercafé, el primer programa interactivo de noticias del momento, conducido por Bartra; así como, Juntas son Dinamita, programa conducido por tres niñas de 11 años. Ambos proyectos fueron emitidos por Radio San Borja.
En 2004, la pareja creó Top Latino que era, paralelamente, un programa de radio transmitido por distintas radios, luego una emisora independiente, un ranking internacional y un portal web. Con Lúcar como conductora e imagen principal, Top Latino fue reconocido por Microsoft como la segunda emisora en línea más escuchada de Latinoamérica en Windows Media.
Entre los años 2006 y 2008, cubrió eventos internacionales como los Billboard Latino (Miami, Estados Unidos), el Festival Internacional de la Canción de Viña del Mar, los premios Pepsi Music (Argentina).
En el año 2010, luego de su salida de Panamericana Televisión, Lúcar y Bartra crearon el programa "Sin Nombre", en Top Latino Radio. Durante su trabajo en este programa entrevistó a importantes artistas latinos como Daddy Yankee, Luis Fonsi, Gloria Trevi, Juanes y Nicole Pillman, entre otros.

### Televisión
Luego de la experiencia con Top Latino Radio, Top Latino ingresó a Panamericana Televisión, en 2009, como un nuevo programa de dos horas, igualmente bajo la conducción de Lúcar. El alcance de este programa televisivo llevó a Lúcar a ser la única periodista peruana acreditada en la alfombra roja de los premios Billboard. Asimismo, realizó un especial con Pitbull, entrevistas a Belinda, Olga Tañón, Chino y Nacho, DLG, Luis Fonsi y Carlos Santana, entre otros. A pesar de la acogida del programa, Panamericana Televisión decidió retirarlo del aire. Luego de ello, la marca continuó produciendo contenido a través de su portal web, lo cual debió interrurpirse debido a que Lúcar sufriera un accidente.
En el año 2016 regresó a la televisión, pero esta vez a través de Top Latino TV, canal del cual es productora ejecutiva además de ser la conductora de "Sin Nombre", programa central de la marca.

### Teatro
El interés por el teatro surgió desde muy temprana edad en la joven peruana. Sin embargo, no fue hasta 2007 que dio inicio a su formación profesional al ingresar al Taller de Formación Actoral de Bruno Odar. Luego, formó parte del Taller de Formación Actoral de Alerto Ísola, del cual tuvo que retirarse a puertas de finalizar por razones de salud.
Más adelante, en el año 2013, luego de participar del Taller de Actuación de Myriam Reategui, formó parte del elenco de Don Juan Tenorio, que se presentó en el Cementerio Presbítero Maestro de Lima, en su décimo año consecutivo, con dos personajes: Lucía y La Tornera.
En 2015, bajo la dirección de Kareen Spano, protagonizó "El Asalto Rosa" junto a Claudia Del Águila y Luis Alberto Urrutia. Esta obra, junto a otras, formó parte de la cartelera que inauguró Microteatro Lima.
Ese mismo año, Patricia Lúcar formó parte del Grupo Amarillo de Preludio Asociación Cultural.

#### Trabajos
| Año  | Obra             | Personaje       | Dirección       |
| ---- | ---------------- | --------------- | --------------- |
| 2013 | Don Juan Tenorio | Lucía y Tornera | Myriam Reategui |
| 2015 | Asalto Rosa      | Jackie Aguirre  | Kareen Spano    |

### Marinera
Hija de una campeona de Marinera Limeña, Patricia Lúcar aprendió a bailar desde muy temprana edad. Su pasión por la danza la llevó a concursar por primera vez a los seis años. A lo largo de su juventud ganó numerosos campeonatos de Marinera Limeña, como el Concurso Regional del Callao y el Concurso Todas las Sangres.
En 1995, Lúcar obtuvo el premio Campeón de Campeones en la categoría juveniles del concurso Todas las Sangres.
Años más tarde, en 2006, decidió regresar a competir, participando del séptimo Concurso de Marinera Limeña, Mocha Graña, en el cual también compitió Susana Livora, su madre. Dicho concurso solo contaba con dos categorías. Lúcar y su madre fueron declaradas campeonas en sus respectivos grupos.